# Клешня (Куркинский район)
Клешня — деревня в Куркинском районе Тульской области в составе Самарского сельского поселения.

## География
Находится в юго-восточной части Тульской области на расстоянии приблизительно 9 км на юго-восток по прямой от посёлка Куркино, административного центра района.

## История
В 1859 году здесь (владельческое сельцо Петровское или Кляшня Ефремовского уезда Тульской губернии) было учтено 54 двора, в 1926 году — 132 двора, в конце 1930-х годов — 97 дворов.

## Население
Постоянное население в 1859 году составляло 565 человек, в 1926 году — 662 человека, в 2002 году — 39 человек (русские 100 %), в 2010 году — 52 человека.